# Solar Paraíso (Bahia)
O Solar Paraíso é uma construção histórica do século XIX de dois pavimentos localizado no município de Santo Amaro, no estado da Bahia.

## Histórico
As primeiras construções da cidade de Santo Amaro foram a capela de Santo Amaro e o Solar Paraíso. Antes da criação do primeiro povoado em 1557 nas margens do rio Traripe, a região era habitada por populações indígenas das etnias caetés, pitiguaras e carijós.
O terreno do solar foi adquirido por João Ferreira de Araújo adquiriu dos monges beneditinos e foi posteriormente vendida para o Dr. José Moreira de Carvalho, pai do Conde de Subaé. Em 1888, com a morte do Conde de Subaé, D. Maria de Carvalho Melo Pinho recebe a propriedade por herança, conforme sentença de 20 de dezembro daquele ano, do Excelentíssimo Dr. Victal Ferreira de Moraes Sarmento. O imóvel foi registrado em 12/09/1956 sob o n° 8039, livro 3-S, fl. 110.
Em 2001, o Solar Paraíso recebeu o acervo familiar e artístico dos irmãos Caetano Veloso e Maria Bethânia que foram reunidos na área térrea do museu. O local foi disponibilizado pela advogada e proprietária do casarão Lucília Libório para os objetos doados pela família Veloso. O solar foi restaurado pelo empresário Antonio Ermírio de Moraes.
O acervo é composto dos primeiros rascunhos de quase todas as suas composições de Caetano Veloso além de desenhos feitos pelo artista na juventude, críticas de filmes, cartas enviadas à família e aos amigos quando estava no exílio, redações escolares, fotografias de suas primeiras apresentações e roupas usadas em shows na década de 60.
O acervo sobre Maria Bethânia possui objetos e documentos das primeiras apresentações ocorridas em Salvador e no Rio de Janeiro como roupas, capas originais dos discos, troféus e medalhas. Segundo Mabel Veloso, anteriormente, os objetos dos artistas foram catalogados e guardados por seu pai, José Telles Veloso.